# Fairholme (Newport)
Fairholme es una mansión histórica de estilo Tudor en la ciudad de Newport, en el estado de Rhode Island (Estados Unidos). Fue diseñada por Frank Furness y construida por Furness & Hewitt entre 1874 y 1875 para Fairman Rogers.

## Descripción e historia
Una de las muchas "cabañas" construidas durante la Gilded Age en una propiedad frente a la playa en el área de Newport, está ubicada en una parcela de 17 ha cerca del extremo este de Ruggles Avenue con un frente al mar de 129 m.
Fue remodelada en 1905 por John R. Drexel a un costo sustancial pero, después de pasar por manos de Alphonso P. Villa, fue vendida antes de 1955, durante el período en que los ricos se vieron afectados por las altas tasas impositivas, a Robert A. Young por 38 000 dólares.
La propiedad de la Edad Dorada estaba en el mercado por 16 900 000 dólares. Está ubicado en Ochre Point, al sur de The Breakers en el lado sur de Ruggles Avenue entre las mansiones vecinas de Midcliffe y Angelsea. Los establos en Ruggles Avenue, históricamente utilizados como cabaña del jardinero, fueron adquiridos por la Universidad Salve Regina en 1991 y convertidos en una residencia, Jean and David W. Wallace Hall.
Era propiedad del residente de Palm Beach, John Noffo Kahn, heredero de la fortuna editorial Annenberg. Fue comprada por el empresario estadounidense Doug Manchester en el verano de 2015, y posteriormente vendida un año después, en 2016 por 16,1 millones de dólares.